# Viaducto del Gasómetro
El Viaducto del Gasómetro, también conocido como Viaducto de Caju, es un viaducto ubicado en la ciudad de Río de Janeiro, Brasil. Colinda con los barrios de Caju y São Cristovão en la zona central de la ciudad. Con casi 1.6 kilómetros de extensión, va desde la altura del Cementerio de la Orden Tercera del Carmen hasta la altura de la Rodoviária Novo Rio.
La vía posee cuatro carriles en cada sentido, tiene la función de recoger el tráfico vehicular proveniente de la Avenida Brasil, de la Línea Vermelha y del Puente Río-Niterói hacia la avenida Francisco Bicalho, la avenida Rodrigues Alves, el túnel Prefeito Marcello Alencar y la Via Binário do Porto. Por ese motivo, es un importante acceso a las zonas central y sur de la ciudad. 
El viaducto recibió el nombre "Viaducto del Gasómetro" por pasar cerca al Gasómetro de San Cristóbal que fue un gasómetro utilizado para el almacenaje y distribución de gas manufacturado en la ciudad de Río de Janeiro. El gasómetro fue desactivado en la década del 2000 debido a la popularización del gas natural.